# Fait comme un rat
Fait comme un rat est le premier album de la série Kebra de Tramber et Jano, sorti en 1981.